# اریک آکسل کارلفلدت
اریک آکسل کارلفلدت (تلفظ سوئدی: [Erik Axel Karlfeldt]) یک شاعر نمادگرای اهل سوئد بود که جایزه نوبل ادبیات پس از مرگش در سال ۱۹۳۱ به او اعطا شد. شایعاتی در مورد اینکه این جایزه در سال ۱۹۱۹ به او اعطا شده اما او آن را قبول نکرده‌است نیز وجود دارد. او در سال ۱۹۰۴ عضو آکادمی سوئد شد و جایگاه شماره یازدهم به او اعطا شد. در سال ۱۹۰۵ او به عضویت در فرهنگستان پادشاهی علوم سوئد همچنین در سال ۱۹۰۷ به عضویت در کمیته نوبل انتخاب شد. او در سال ۱۹۱۲ به عنوان دبیر دائمی آکادمی انتخاب شد و این موقعیت را تا پایان عمر حفظ کرد. در سال ۱۹۱۷ دانشگاه اوپسالا دکترای افتخاری خود را به او اعطا کرد.